# Минковский (лунный кратер)
Кратер Минковский (лат. Minkowski) — большой древний ударный кратер в южном полушарии обратной стороны Луны. Название присвоено в честь немецкого математика Германа Минковского (1864—1909) и германо-американского астрофизика Рудольфа Минковского (1895—1976); утверждено Международным астрономическим союзом в 1970 г. Образование кратера относится к донектарскому периоду.

## Описание кратера
Ближайшими соседями кратера Минковский являются кратер Стоней на западе; кратер Бальде на северо-западе; кратер Каррер на севере-северо-востоке; кратер Физо на востоке-юго-востоке и кратер Леметр на юге-юго-западе. Селенографические координаты центра кратера 56°08′ ю. ш. 145°48′ з. д. / 56,13° ю. ш. 145,8° з. д., диаметр 107,5 км, глубина 2,9 км.
Кратер Минковский имеет циркулярную форму и значительно разрушен. Вал сглажен и перекрыт множеством кратеров различного размера. высота вала над окружающей местностью достигает 1560 м, объем кратера составляет приблизительно 13200 км³.  Дно чаши относительно ровное, северо-восточная часть затоплена и выровнена темной базальтовой лавой. В центре чаши расположено поднятие местности перекрытое сателлитным кратером Минковский S. Западная часть чаши испещрена множеством мелких кратеров. В юго-западной части чаши расположен концентрический кратер.

## Сателлитные кратеры
| Минковский | Координаты                                             | Диаметр, км |
| ---------- | ------------------------------------------------------ | ----------- |
| S          | 56°12′ ю. ш. 146°05′ з. д. / 56,2° ю. ш. 146,08° з. д. | 13,6        |

## См.также
- Список кратеров на Луне
- Лунный кратер
- Морфологический каталог кратеров Луны
- Планетная номенклатура
- Селенография
- Минералогия Луны
- Геология Луны
- Поздняя тяжёлая бомбардировка